# Enarthrobius litus
Enarthrobius litus är en mångfotingart som beskrevs av Chamberlin 1944. Enarthrobius litus ingår i släktet Enarthrobius och familjen stenkrypare. Inga underarter finns listade i Catalogue of Life.